# Cueva de los Botijos
La cueva de los Botijos, junto a la cueva de la Zorrera y la cueva del Sahara, constituyen los yacimientos mejor conocidos de época neolítica dentro del término municipal de Benalmádena (Málaga); se abre en los terrenos carbonatados de la Serrezuela, montera calcárea de época mesozoica situada al suroeste de la localidad de Benalmádena Pueblo. 
La cueva de los Botijos y la cueva de la Zorrera podrían estar integradas en un mismo sistema cárstico e incluso constituir un mismo complejo cavernario.
En 1976 Soledad Navarrete publicará la magna tesis sobre las cuevas neolíticas de Benalmádena. Un año más tarde, Carmen Olaria, en colaboración con el Patronato del Museo Arqueológico Municipal y el Excmo. Ayuntamiento de Benalmádena recoge de forma sistemática en un monográfico, los materiales de las Cuevas de los Botijos y las Zorreras.

## Descripción
La Cueva de los Botijos, también denominada “Cueva de los Cacharros”, se sitúa a 230 m s. n. m. Tiene un desnivel de 32 metros y recorrido longitudinal de unos 312 metros de sinuosas galerías y se accede a ella desde una dolina, muy cerca de la cumbre de la Serrezuela. El recorrido discurre entre las fracturas y los bloques encajados en ellas; la boca de entrada se abre en una fractura que gira y desciende bruscamente hacia la derecha.

## Hallazgos materiales

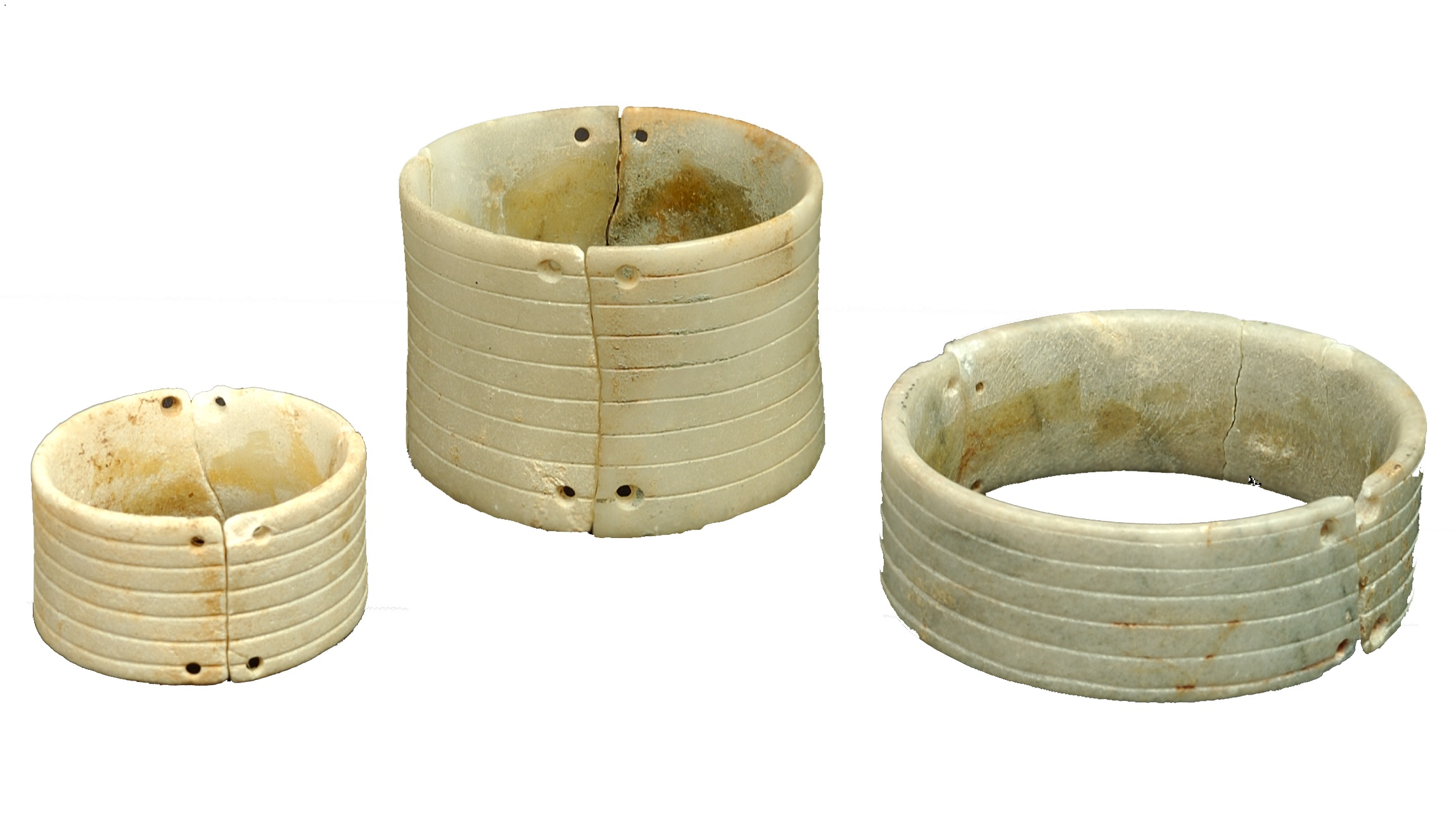
Pulseras eneolíticas en mármol. Cueva de los botijos.

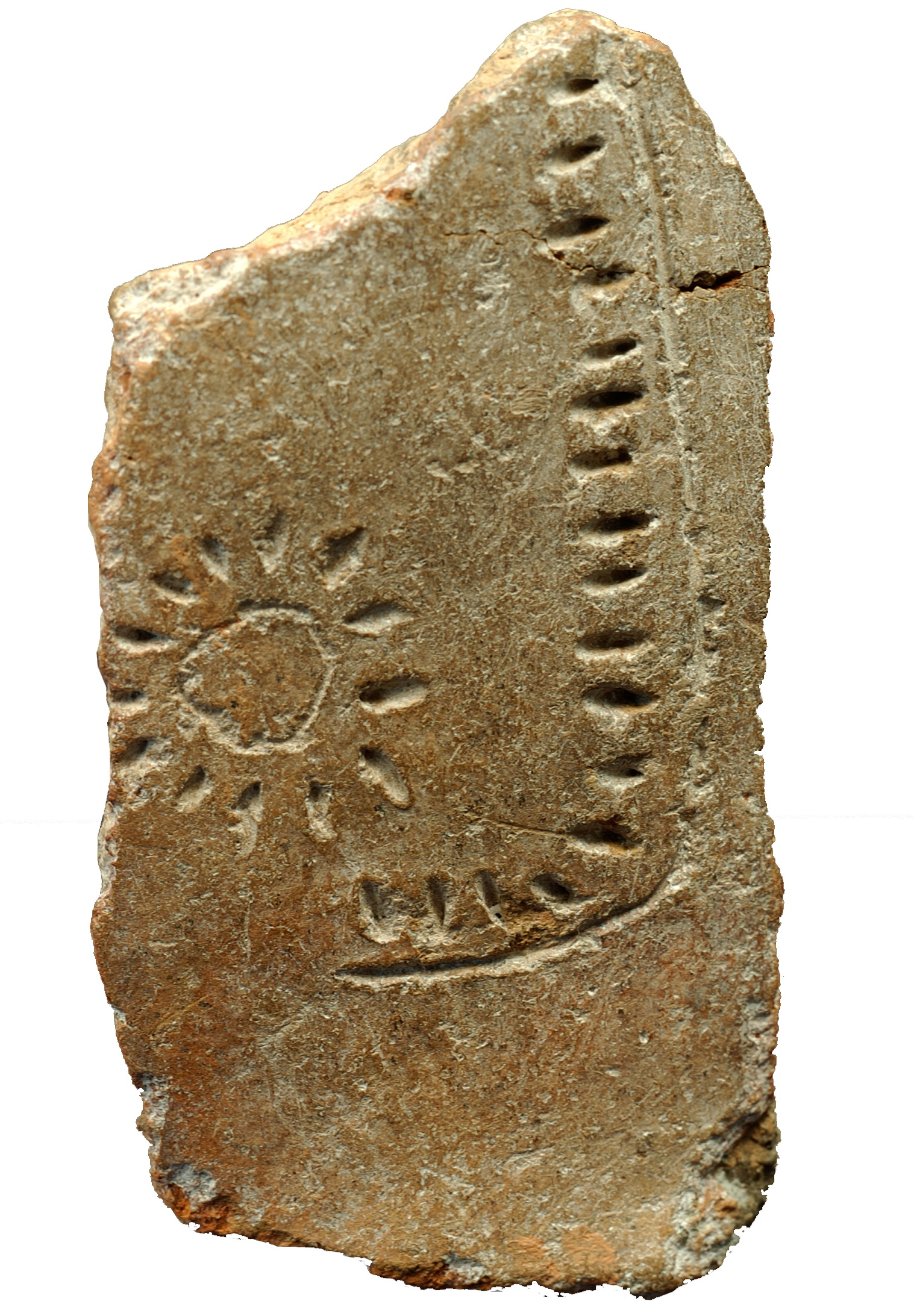
Cerámica neolítica con representación del Sol. Cueva de los Botijos.

Los materiales, muy abundantes, se encontraban repartidos por toda la superficie de la cueva, con una especial concentración de ellos en la denominada “Sala de las Pulseras”. En lo referente al material cerámico recogido, destacan las formas decoradas, de pastas depuradas y tratamiento por bruñido o espatulado de gran calidad, los vasos con baño de almagra y bruñidos que constituyen las cerámicas clásicas del Neolítico andaluz occidental.
En cuanto a los tipos, los más abundantes son los vasos de almacenamiento y de cocina y los cuencos semiesféricos y con tendencia globular. Los elementos más característicos de sujeción de los vasos globulares son sin duda las asas-pitorro; su alto número y la similitud de estos elementos con el de otras cuevas de la provincia, las convierten en elementos significativos para su datación cronológica. 
Además de estas asas-pitorro, los mamelones y asas de cinta demuestran que son piezas para permanecer colgadas aunque también tenían buena capacidad portable. Los tipos decorativos pueden clasificarse en varios grupos y aparecer asociados en la misma pieza: la decoración de cordones, las decoraciones impresas (con peine o molusco sobre la pasta tierna) y los motivos incisos (con decoración lineal, cenefas, y retículas).
En lo que respecta al material lítico, se reducen a hachas y azuelas pulimentadas; en cuanto al sílex, predominan las herramientas de sección triangular característicos de las fases finales del Neolítico. Un capítulo aparte merece el conjunto de pulseras en mármol con un amplio abanico de variedades tipológicas con secciones planas, cóncavas y convexas, y decoradas con estrías. 
El resto del ajuar decorativo se limita a colgantes en hueso que, dado su abundancia, podría responder a un uso funerario de una zona de la cueva en el momento final, en el que se transforma el espacio habitual de hábitat a espacio sepulcral.